# Oberlungwitz
Oberlungwitz é um município da Alemanha, situado no distrito de Zwickau, no estado da Saxônia. Tem 14,67 km² de área, e sua população em 2019 foi estimada em 5.864 habitantes.